# Glamour
Glamour – amerykańskie czasopismo modowe wydawane od 1939 roku. Od 2003 roku miesięcznik ukazuje się również w Polsce; wydawany jest przez Burda International Polska na licencji nowojorskiego przedsiębiorstwa Condé Nast Publications.
Od 2018 roku redaktorką naczelną polskiej edycji jest Katarzyna Dąbrowska.
„Glamour” koncentruje się głównie na modzie i urodzie. Każde wydanie polskiej edycji dzieli się na działy:
- Planeta Glamour – krótkie teksty dotyczące mody i nowości
- Tylko ty! – artykuły poradnicze
- Ekspres Glamour – dział dotyczący zakupów
- Moda i uroda – sesje zdjęciowe mody i urody
- Gwiazdy – wywiady z gwiazdami
- Psychologia
- Styl życia i zdrowie
- Kultura